# Gulstrupig fnittertrast
Gulstrupig fnittertrast (Pterorhinus galbanus) är en asiatisk fågel i familjen fnittertrastar inom ordningen tättingar.

## Utseende
Gulstrupig fnittertrast är en 23 cm lång fnittertrast med gulaktig undersida. Den har vidare en svart ögonmask, svart haka, ljust olivbrun ovansida och huvudsakligen grå stjärt med vit spets.

## Utbredning och systematik
Fågeln förekommer från sydöstra Assam (Manipurbergen och Lushaibergen) till västra Myanmar. 
Tidigare behandlades blåkronad fnittertrast (G. courtoisi) som en underart till gulstrupig fnittertrast, och vissa gör det fortfarande. Den behandlas som monotypisk, det vill säga att den inte delas in i några underarter.

### Släktestillhörighet
Gulstrupig fnittertrast placeras traditionellt i det stora fnittertrastsläktet Garrulax, men den taxonomiska auktoriteten Clements et al lyfte ut den och ett antal andra arter till släktet Ianthocincla efter DNA-studier. Senare studier visar att Garrulax består av flera, äldre utvecklingslinjer, även inom Ianthocincla. Författarna till studien rekommenderar därför att släktet delas upp ytterligare, på så sätt att gulstrupig fnittertrast med släktingar lyfts ut till det egna släktet Pterorhinus. Idag följer tongivande International Ornithological Congress och även Clements et al dessa rekommendationer.

## Levnadssätt
Gulstrupig fnittertrast hittas i högväxta gräsmarker med inslag av träd och buskar samt i öppen skog, i Indien på mellan 610 och 1300 meters höjd. Den ses vanligen i par eller små grupper på jakt efter insekter och små frön, ibland i större flockar med upp till 80 fåglar, ofta tillsammans med rosthalsad fnittertrast. Fågeln häckar april–juni. Den bygger ett skålformat bo av kvistar och växtmaterial. Däri lägger den två till fyra ägg som ruvas av båda föräldrar i 13 dagar.

## Status och hot
Arten har ett stort utbredningsområde och en stor population med stabil utveckling och tros inte vara utsatt för något substantiellt hot. Utifrån dessa kriterier kategoriserar internationella naturvårdsunionen IUCN arten som livskraftig (LC). Världspopulationen har inte uppskattats men den beskrivs som generellt inte ovanlig, dock fåtalig och lokalt förekommande i Bhutan.